# Quản trị viên hệ thống
Quản trị viên hệ thống hay quản trị viên CNTT (tiếng Anh: system administrator, IT administrator, sysadmin), là người chịu trách nhiệm bảo trì, cấu hình và vận hành đáng tin cậy của hệ thống máy tính; đặc biệt là máy tính nhiều người dùng, chẳng hạn như máy chủ. Quản trị viên hệ thống tìm cách đảm bảo rằng thời gian hoạt động, hiệu suất, tài nguyên và bảo mật của máy tính họ quản lý đáp ứng nhu cầu của người dùng, không vượt quá ngân sách đã đặt ra khi thực hiện.
Để đáp ứng những nhu cầu này, quản trị viên hệ thống có thể mua, cài đặt hoặc nâng cấp các thành phần và phần mềm máy tính; cung cấp tự động hóa thường xuyên; duy trì chính sách bảo mật; khắc phục sự cố; đào tạo hoặc giám sát nhân viên; hoặc cung cấp hỗ trợ kỹ thuật cho các dự án.

## Các lĩnh vực liên quan
Nhiều tổ chức tuyển dụng các vị trí liên quan đến quản trị hệ thống. Ở những công ty lớn, các vị trí này thường được phân chia rõ ràng trong bộ phận hỗ trợ kỹ thuật hoặc dịch vụ thông tin. Còn ở các đơn vị nhỏ hơn, công việc có thể do một vài quản trị viên hệ thống cùng đảm nhiệm, thậm chí chỉ do một người phụ trách toàn bộ.
- Quản trị viên cơ sở dữ liệu (QTV CSDL – DBA) là người quản lý hệ thống cơ sở dữ liệu, chịu trách nhiệm đảm bảo tính toàn vẹn của dữ liệu cũng như hiệu suất và hiệu quả hoạt động của hệ thống.
- Người quản trị mạng chịu trách nhiệm quản lý hạ tầng mạng như switch và router, đồng thời chẩn đoán các sự cố liên quan đến thiết bị này hoặc các vấn đề trong hoạt động của các máy tính kết nối mạng.
- Quản trị an toàn mạng là chuyên gia về an ninh máy tính và an ninh mạng, bao gồm việc quản lý các thiết bị bảo mật như tường lửa, cũng như tư vấn về các biện pháp bảo mật tổng thể.
- Quản trị viên web chịu trách nhiệm duy trì các dịch vụ máy chủ web (chẳng hạn như Apache hoặc IIS) để cung cấp quyền truy cập vào các trang web nội bộ hoặc bên ngoài. Công việc bao gồm quản lý nhiều trang web, thiết lập bảo mật và cấu hình các thành phần cũng như phần mềm cần thiết. Ngoài ra, họ có thể đảm nhận cả việc quản lý thay đổi phần mềm.
- Nhân viên vận hành máy tính thực hiện các công việc bảo trì định kỳ, như thay băng sao lưu hoặc thay ổ đĩa hỏng trong hệ thống RAID (mảng đĩa độc lập có dự phòng). Những công việc này thường yêu cầu phải có mặt trực tiếp tại phòng máy. Dù yêu cầu kỹ năng thấp hơn so với quản trị hệ thống, nhưng vẫn cần mức độ tin cậy tương đương, do người vận hành có thể truy cập vào dữ liệu nhạy cảm.
- Kỹ sư độ tin cậy hệ thống (SRE – Site Reliability Engineer) áp dụng phương pháp tiếp cận từ kỹ thuật phần mềm hoặc lập trình để quản lý và vận hành hệ thống.

## Đào tạo

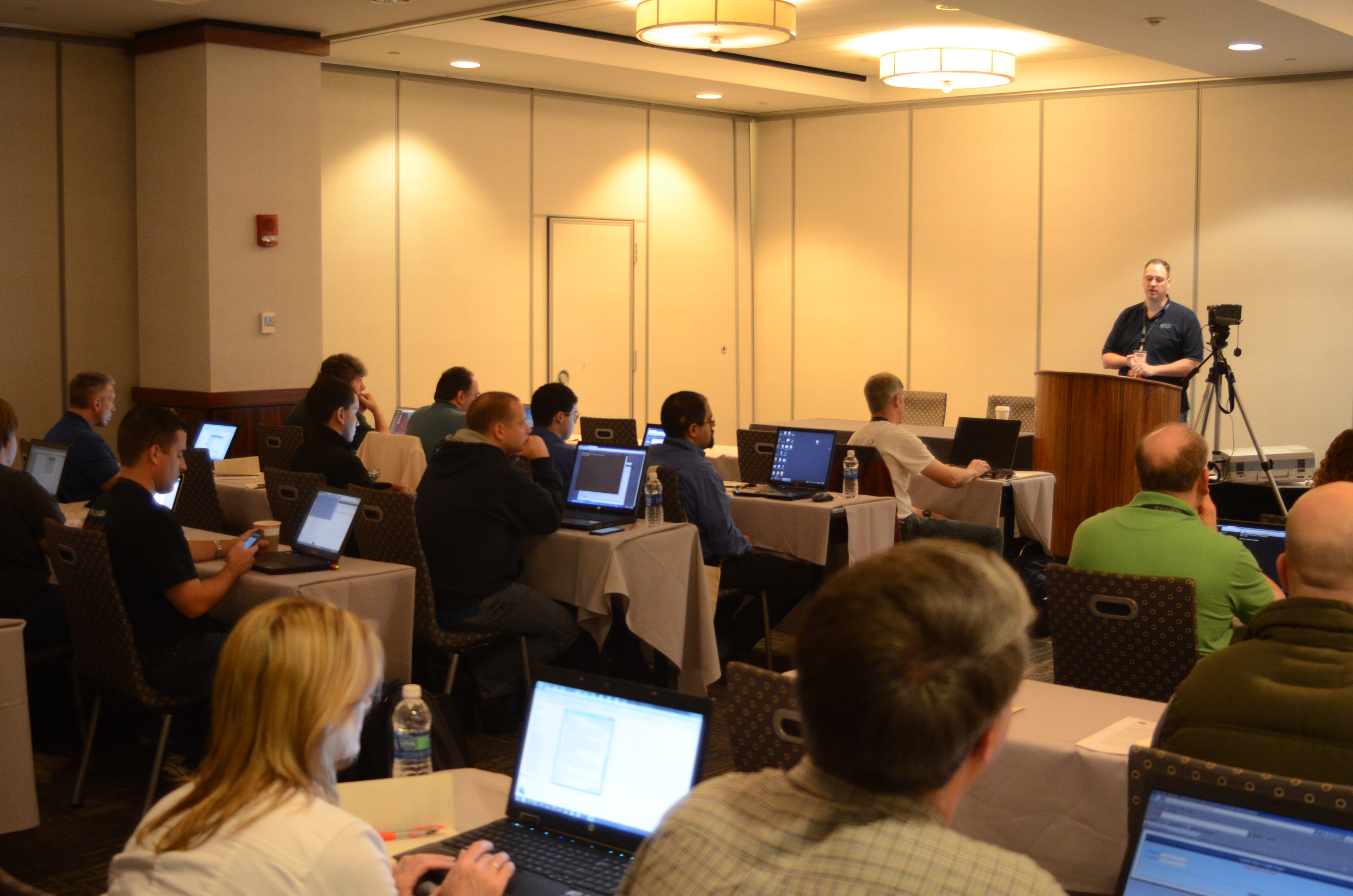
Một buổi đào tạo tại hội nghị quản trị hệ thống

Hầu hết nhà tuyển dụng yêu cầu ứng viên có bằng cử nhân trong các lĩnh vực liên quan như khoa học máy tính, công nghệ thông tin, kỹ thuật điện tử hoặc kỹ thuật máy tính. Một số trường đại học cũng cung cấp các chương trình đào tạo cử nhân và sau đại học chuyên về quản trị hệ thống.
Ngoài ra, do tính chất thực tiễn của công việc quản trị hệ thống và tính sẵn có của phần mềm máy chủ mã nguồn mở, nhiều quản trị viên hệ thống bước vào nghề theo con đường tự học.
Thông thường, một ứng viên sẽ cần có kinh nghiệm làm việc với các hệ thống máy tính mà họ sẽ phụ trách quản lý. Trong đa số trường hợp, ứng viên được kỳ vọng sở hữu các chứng chỉ chuyên ngành như Microsoft MCSA, MCSE, MCITP; Red Hat RHCE; Novell CNA, CNE; Cisco CCNA; hoặc các chứng chỉ của CompTIA như A+ và Network+; Sun Certified SCNA; cũng như các chứng chỉ liên quan đến Linux như Linux Professional Institute, Linux Foundation Certified Engineer hoặc Linux Foundation Certified System Administrator, cùng với nhiều chứng chỉ khác.
Đôi khi, đặc biệt là ở các tổ chức nhỏ, vai trò quản trị hệ thống có thể được giao cho một người dùng có kỹ năng, bên cạnh hoặc thay thế cho công việc chính của họ.

## Kỹ năng
Một phần của đề mục này được trích từ Occupational Outlook Handbook, ấn bản 2010–2011, một tài liệu thuộc phạm vi công cộng do chính phủ Hoa Kỳ phát hành.
Quản trị hệ thống bao gồm việc quản lý các hệ thống máy tính và cách chúng được sử dụng trong tổ chức. Điều này không chỉ đòi hỏi hiểu biết về hệ điều hành, phần mềm ứng dụng và kỹ năng chẩn đoán sự cố phần cứng, phần mềm, mà còn cần nắm rõ mục đích sử dụng máy tính của từng bộ phận trong tổ chức.
Có lẽ kỹ năng quan trọng nhất đối với một quản trị viên hệ thống là khả năng giải quyết vấn đề – thường là trong điều kiện bị giới hạn và áp lực cao. Khi hệ thống máy tính gặp sự cố hoặc ngừng hoạt động, quản trị viên phải luôn sẵn sàng và có khả năng chẩn đoán nhanh chóng, chính xác nguyên nhân cũng như cách khắc phục hiệu quả nhất. Họ cũng cần có kỹ năng làm việc nhóm và giao tiếp, đồng thời biết cách cài đặt và cấu hình phần cứng, phần mềm.
Quản trị viên hệ thống cần hiểu cách phần mềm hoạt động để có thể triển khai và xử lý sự cố khi cần, đồng thời thường biết một vài ngôn ngữ lập trình dùng cho việc viết script hoặc tự động hóa các tác vụ lặp đi lặp lại. Vai trò điển hình của một sysadmin không phải là thiết kế hay viết phần mềm ứng dụng mới, nhưng khi họ chịu trách nhiệm tự động hóa việc cấu hình hệ thống hoặc ứng dụng bằng các công cụ quản lý cấu hình, ranh giới giữa sysadmin và lập trình viên có thể trở nên mờ nhạt. Tùy vào vai trò và kỹ năng, một sysadmin có thể được kỳ vọng nắm vững các khái niệm cốt lõi tương đương với những gì mà kỹ sư phần mềm hiểu. Tuy nhiên, nói đúng theo chức danh công việc, quản trị viên hệ thống không phải là kỹ sư hoặc lập trình viên phần mềm.
Quản trị viên hệ thống, đặc biệt khi làm việc với các hệ thống quan trọng đối với doanh nghiệp hoặc có kết nối Internet, cần có nền tảng vững chắc về bảo mật máy tính. Họ không chỉ phải triển khai các bản vá phần mềm mà còn phải chủ động ngăn chặn việc xâm nhập và các sự cố bảo mật khác thông qua các biện pháp phòng ngừa. Trong một số tổ chức, việc quản lý bảo mật máy tính được giao cho một vai trò riêng, chuyên phụ trách an ninh tổng thể cũng như duy trì tường lửa và hệ thống phát hiện xâm nhập. Tuy nhiên, hầu hết quản trị viên hệ thống vẫn chịu trách nhiệm chung về an toàn của các hệ thống máy tính.

## Nhiệm vụ
Quản trị viên hệ thống thường có những trách nhiệm sau: 
- Phân tích nhật ký hệ thống và xác định các vấn đề tiềm ẩn với hệ thống máy tính.
- Cập nhật hệ điều hành, áp dụng bản vá và thay đổi cấu hình.
- Cài đặt và cấu hình phần cứng và phần mềm mới.
- Thêm, xóa hoặc cập nhật thông tin tài khoản người dùng, đặt lại mật khẩu, v.v.
- Giải đáp các câu hỏi kỹ thuật và hỗ trợ người dùng.
- Chịu trách nhiệm về bảo mật hệ thống.
- Chịu trách nhiệm ghi chép tài liệu cấu hình hệ thống.
- Xử lý sự cố khi có vấn đề được báo cáo.
- Tối ưu hóa hiệu suất hệ thống.
- Đảm bảo hạ tầng mạng hoạt động ổn định.
- Cấu hình, thêm hoặc xóa các hệ thống tập tin.
- Đảm bảo sự đồng nhất giữa môi trường phát triển, kiểm thử và sản xuất.
- Đào tạo người dùng.
- Lên kế hoạch và quản lý môi trường phòng máy.

Trong các tổ chức lớn, một số công việc nêu trên có thể được phân chia cho nhiều quản trị viên hệ thống khác nhau hoặc cho các nhóm chuyên trách riêng. Ví dụ, một hoặc vài người chuyên trách có thể đảm nhiệm toàn bộ việc cập nhật hệ thống; nhóm Đảm bảo Chất lượng (QA) sẽ thực hiện kiểm thử và xác nhận; còn một hoặc nhiều nhân sự viết tài liệu kỹ thuật sẽ chịu trách nhiệm soạn thảo toàn bộ tài liệu kỹ thuật cho công ty. Trong các tổ chức lớn, quản trị viên hệ thống thường không đảm nhận vai trò của kỹ sư phần mềm hay người thiết kế hệ thống.
Ngược lại, trong các tổ chức nhỏ, quản trị viên hệ thống có thể kiêm luôn vai trò hỗ trợ kỹ thuật, quản trị cơ sở dữ liệu, quản trị mạng, quản trị lưu trữ (SAN) hoặc phân tích ứng dụng.